# 静岡サービスエリア
静岡サービスエリア（しずおかサービスエリア）は、静岡県静岡市葵区にある新東名高速道路のサービスエリアで、コンセプトは「ハートフルオアシス」である。静岡SAスマートインターチェンジが併設されている。
下り線の施設は上り線側に設置されている。また、本線→当施設までのランプはカーブがうねっており、当施設→本線は施設と上り線の間を通って急カーブでUターンする形になっているため、速度には注意を要する。

## 道路
- E1A 新東名高速道路

## 歴史
- 2011年（平成23年）
  - 1月24日 : 静岡スマートIC（仮称）の連結許可申請。
  - 3月1日 : 静岡スマートIC（仮称）の連結許可申請 認可。
  - 8月26日 : SA名称が「静岡SA」に正式決定。
  - 11月2日 : 併設のスマートIC名称が「静岡SAスマートIC」に正式決定。
- 2012年（平成24年）
  - 4月14日 : 御殿場JCT - 三ヶ日JCT間 開通に伴い、SA・スマートICともに供用開始。
  - 12月1日 : 下り線（名古屋方面）のガスステーションが昭和シェル石油からJX日鉱日石エネルギー[注 2]にブランド変更。

## 施設

### 上り線（東京方面）

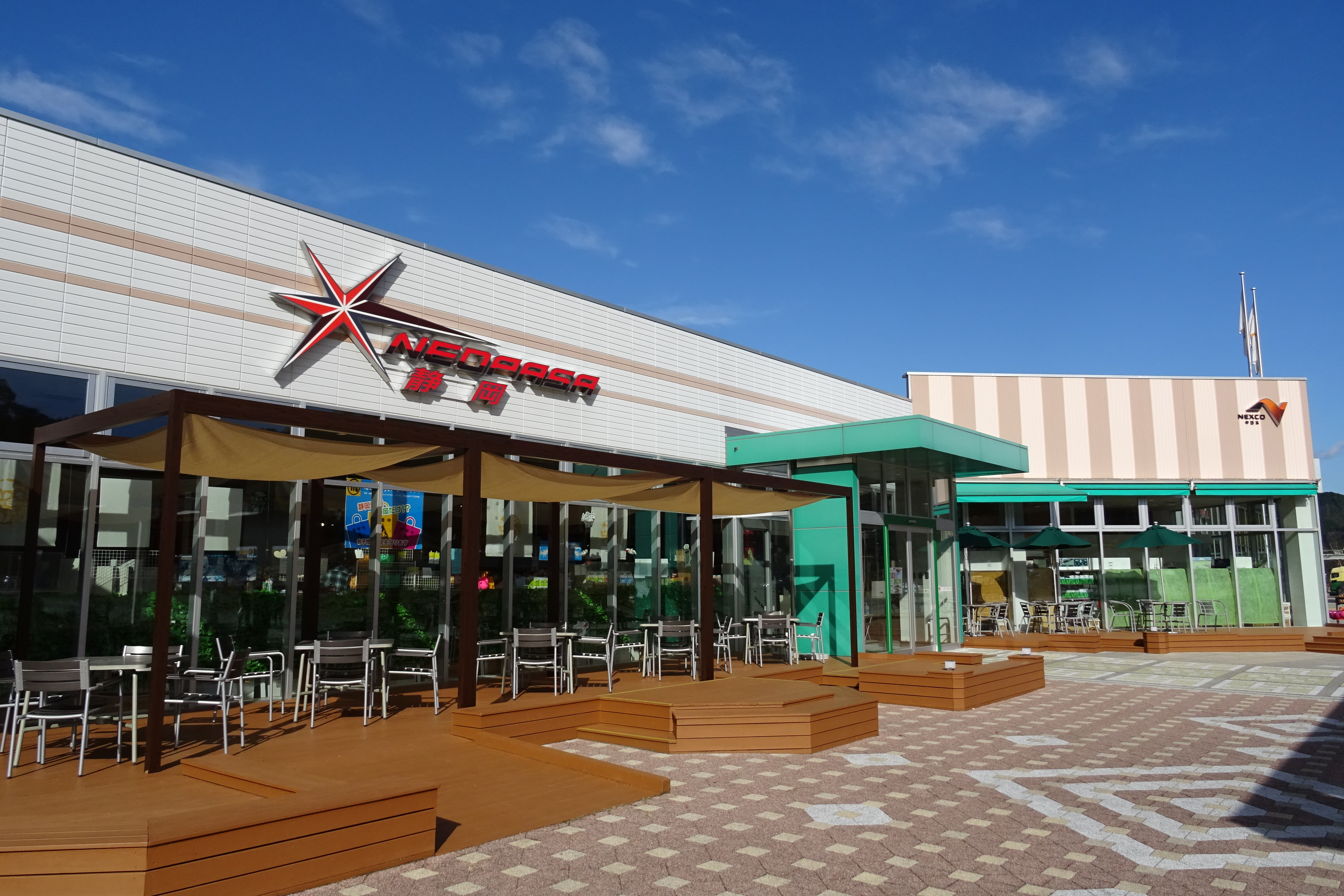
上り線施設（2019年11月）

駐車場は長時間駐車などによる深夜帯を中心とした大型車の駐車ます不足など駐車エリア全体の混雑が顕在化していることから、大型車駐車可能台数を約2倍に増やすなどの駐車ます増設工事に着手し、2019年（令和元年）12月25日に完了した。
- スーパーエコ・エリア - バイオディーゼル燃料製造プラントなどを活用し、環境に配慮[3]。
- 駐車場
  - 大型 159台
  - 小型 191台
  - 車椅子用
    - 大型 1台
    - 小型 4台

  - ぷらっとパーク（24時間・駐車場 小型車 60台、身障者用 2台 / 自転車置き場 一般 15台、ロードバイク用 6台）[4]
- トイレ
  - 男性
    - 大 18（和式4・洋式14）
    - 小 24

  - 女性 58（和式6・洋式52）
    - 男児用小便器 2

  - 車椅子用 4
- フードコート[5]
  - IPPUDO RAMEN EXPRESS（9:00 - 21:00）
  - つるこし（24時間）
  - 焼津丸（9:00 - 21:00）
  - とんかつ 新宿さぼてん（9:00 - 21:00）
  - 西安餃子（9:00 - 21:00）
- カフェ[5]
  - タリーズコーヒー（7:00 - 20:00）
- テイクアウト[5]
  - Milk Factory（平日 10:00 - 18:00 / 土・日・祝日 9:00 - 19:00）
  - やきそ番長（平日 10:00 - 18:00 / 土・日・祝日 9:00 - 19:00）
- 衣服・服飾雑貨[5]
  - STRICT-G（24時間）
- おみやげ[5]
  - しずおかマルシェ（24時間）
- コンビニエンスストア[5]
  - デイリーヤマザキ（24時間）
- ドライバーズ・スポット[5]
  - ドライバーズ・スポット 天神屋（コインシャワー（男性・女性）・コインランドリー 24時間 / テイクアウトコーナー 6:00 - 22:00）
- エリア・コンシェルジュ（平日 9:00 - 18:00 / 土・日・祝日 8:00 - 18:00）[4]
- ハイウェイ情報ターミナル[4]
- ドッグラン[4]
- 遊具設備[4]
- ベビーコーナー[4]
- ATM（【E-net】24時間 / 【セブン銀行】24時間）[4]
- ガソリンスタンド（出光興産（太陽鉱油(株)）、セルフ式、24時間）[4]
- EV急速充電スタンド 1基[4]
- 自転車の駅（24時間・サイクリスト専用駐車場 5台）[4]

### 下り線（名古屋方面）
- 駐車場
  - 大型 70台
  - 小型 128台
  - 車椅子用
    - 大型 1台
    - 小型 3台

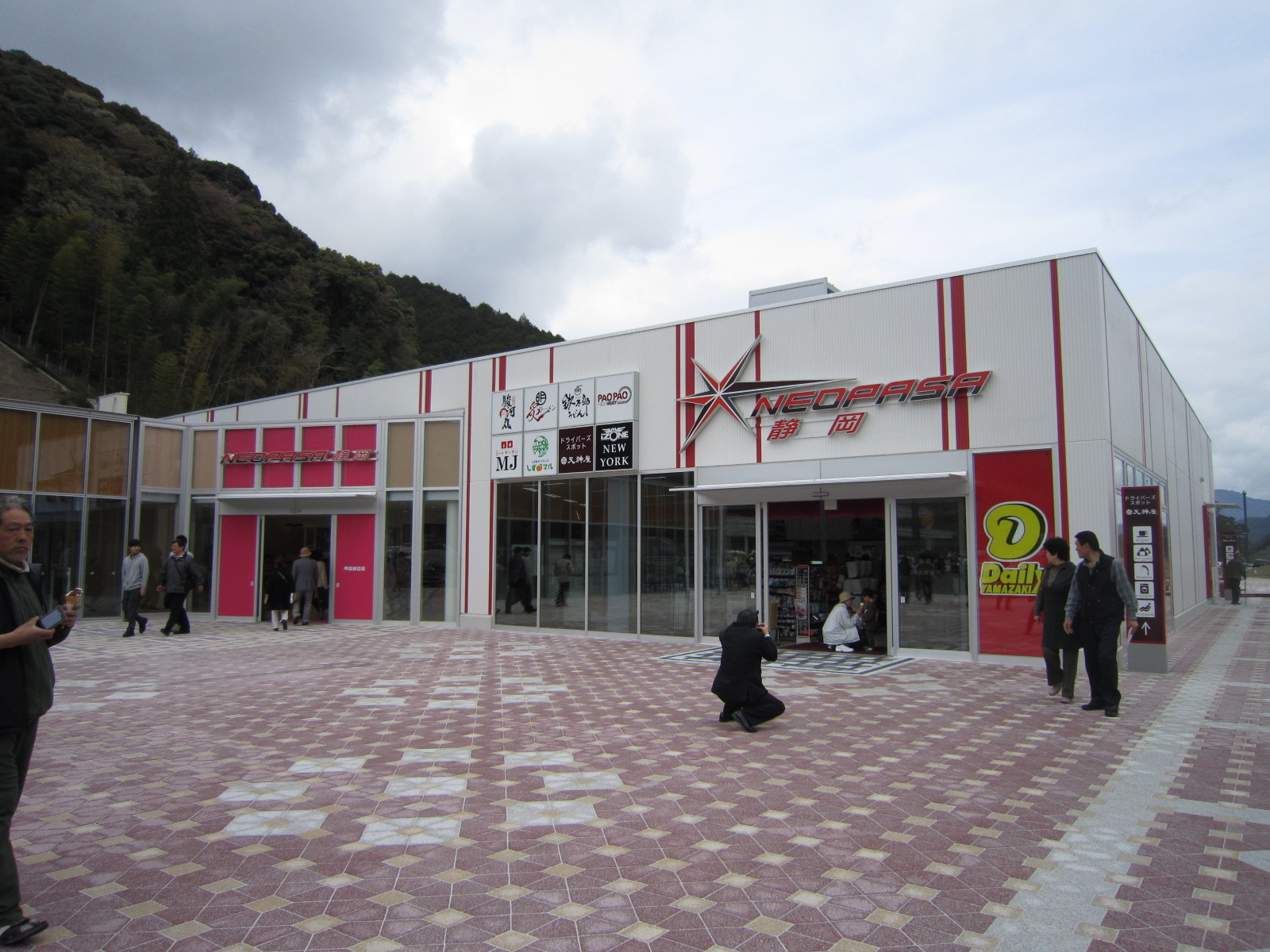
下り線施設（2012年4月）

  - ぷらっとパーク（24時間・駐車場 小型車60台、身障者用 2台）[6]
- トイレ
  - 男性
    - 大 16（和式5・洋式11）
    - 小 28

  - 女性 62（和式5・洋式57）
    - 男児用小便器 2

  - 車椅子用 4
- フードコート[7]
  - 炙ラーメン 明（9:00 - 21:00）
  - 欽太郎うどん（24時間）
  - めし処 壱丁田（9:00 - 21:00）
  - 明治屋食堂（9:00 - 21:00）
  - 海鮮丼 家族庵（9:00 - 21:00）
- テイクアウト[7]
  - 富士山高原いでぼく（平日 9:00 - 18:00 / 土・日・祝日 9:00 - 19:00）
  - ドトールコーヒーショップ（平日 7:00 - 20:00 / 土・日・祝日 7:00 - 21:00）[8]
- ベーカリー[7]
  - サンエトワール（7:00 - 20:00）
- 衣服・服飾雑貨[7]
  - STRICT-G（8:00 - 21:00）
  - IZONE NEW YORK（9:00 - 19:00）
- おみやげ[7]
  - しずおかマルシェ（24時間）
- コンビニエンスストア[7]
  - デイリーヤマザキ（24時間）
- ドライバーズ・スポット[7]
  - ドライバーズ・スポット 天神屋（コインシャワー（男性・女性）・コインランドリー 24時間 / テイクアウトコーナー 6:00 - 22:00）
- エリア・コンシェルジュ（平日 9:00 - 18:00 / 土・日・祝日 9:00 - 19:00）[6]
- ハイウェイ情報ターミナル[6]
- ドッグラン[6]
- ベビーコーナー[6]
- ATM（【E-net】24時間 / 【セブン銀行】24時間）[6]
- ガソリンスタンド（ENEOS（ENEOSウイング）、セルフ式、24時間）[6]
- EV急速充電スタンド 1基[6]

## 静岡SAスマートインターチェンジ
静岡SAスマートインターチェンジ（しずおかサービスエリアスマートインターチェンジ）は、当サービスエリアに併設されているスマートインターチェンジである。
スマートインターチェンジの設置箇所に採択され、2012年（平成24年）4月14日から上下線ともにアクセス道路と接続する出入口が設置されている。いずれも市道への接続だが、程なく静岡県道207号奈良間手越線および静岡県道209号静岡朝比奈藤枝線に通ずる。

### 上り線（東京方面）
- 運用時間 : 24時間
- 利用方向 : 新静岡・東京方面への流入、名古屋方面からの流出
- 対象車種 : ETCを搭載した全車種
- 接続道路 : 静岡市道小瀬戸飯間線

### 下り線（名古屋方面）
- 運用時間 : 24時間
- 利用方向 : 名古屋方面への流入、新静岡・東京方面からの流出
- 対象車種 : ETCを搭載した全車種
- 接続道路 : 静岡市道飯間本線

## 隣
E1A 新東名高速道路
(10)新静岡IC - (10-1)静岡SA/SIC - (11)藤枝岡部IC

## 周辺
- 静岡市立南藁科小学校
- 静岡市立藁科図書館
- 静岡市藁科生涯学習センター
- 静岡服織郵便局
- JA静岡市 飯間支店（ガソリンスタンド併設）
- ダイラボウ